# رستگاری بی‌رحمانه
رستگاری بی‌رحمانه (به انگلیسی: Savage Salvation) یک فیلم اکشن و دلهره‌آور آمریکایی به کارگردانی رندال امت با بازی رابرت دنیرو، جک هیوستون، جان مالکوویچ، کویوو و ویلا فیتزجرالد است.

## داستان
پس از از دست دادن نامزد خود به دلیل مصرف بیش از حد هروئین، یک معتاد بازپروری شده به دنبال انتقام از کارتل مسئول تهیه مواد مخدر با یک کلانتری دلسوز در دم او است.

## تولید
تولید این فیلم در نوامبر ۲۰۲۰ آغاز شد. مالکوویچ صحنه‌های خود را در دسامبر ۲۰۲۰ فیلمبرداری کرد. فیلمبرداری به‌طور رسمی در ژانویه ۲۰۲۱ به پایان رسید.
در ۸ سپتامبر ۲۰۲۰ اعلام شد که رابرت دنیرو، جان مالکوویچ و ماشین گان کلی در این فیلم که در آن زمان با عنوان "من را در رودخانه بشور" شناخته می‌شد، بازی خواهند کرد. در ۱۹ اکتبر ۲۰۲۰ گزارش شد که تیلور کیتش جایگزین ماشین گان کلی شده است که به دلیل تداخل برنامه‌ها از پروژه انصراف داده بود. سپس در ۱۳ نوامبر ۲۰۲۰ اعلام شد که جک هیوستون جایگزین کیتش شده است.
تصویربرداری اصلی فیلم در نوامبر ۲۰۲۰ آغاز شد. مالکوویچ صحنه‌های خود را در دسامبر ۲۰۲۰ فیلمبرداری کرد. فیلمبرداری رسماً در ژانویه ۲۰۲۱ به پایان رسید و در ماه بعد اعلام شد که کوایو و ویلا فیتزجرالد نیز به جمع بازیگران پیوسته‌اند.
تغییرات بازیگران:
- رابرت دنیرو و جان مالکوویچ از ابتدا در پروژه حضور داشتند
- ماشین گان کلی ابتدا انتخاب شد اما به دلیل مشکلات برنامه‌ریزی کنار رفت
- تیلور کیتش به عنوان جایگزین انتخاب شد اما بعداً جک هیوستون جایگزین او شد
- کوایو و ویلا فیتزجرالد در مراحل پایانی به بازیگران اضافه شدند

جدول زمانی تولید:
- شروع پیش‌تولید: سپتامبر ۲۰۲۰
- آغاز فیلمبرداری: نوامبر ۲۰۲۰
- پایان فیلمبرداری: ژانویه ۲۰۲۱
- اضافه شدن بازیگران نهایی: فوریه ۲۰۲۱